# Claro (Suíça)
Claro é uma comuna da Suíça, no Cantão Tessino, com cerca de 2 215 habitantes. Estende-se por uma área de 21,22 km², de densidade populacional de 104 hab/km². Confina com as seguintes comunas: Arbedo-Castione, Cresciano, Gnosca, Lumino, Preonzo, San Vittore (GR).
A língua oficial nesta comuna é o Italiano.